# جون جيه باركر
جون جيه باركر (بالإنجليزية: John J. Parker) (و. 1885 – 1958 م) هو قاض، ومحام من الولايات المتحدة الأمريكية ولد في مونرو، كارولاينا الشمالية.
وهو عضو في الحزب الجمهوري .

## التعليم
تعلم في جامعة ولاية كارولينا الشمالية في تشابل هيل.

## روابط خارجية
- جون جيه باركر على موقع IMDb (الإنجليزية)
- جون جيه باركر على موقع الموسوعة البريطانية (الإنجليزية)
- جون جيه باركر على موقع كينوبويسك (الروسية)